# Cladells (Gerona)
Cladells es una entidad de población española del municipio de Santa Coloma de Farnés, perteneciente a la provincia de Gerona, en la comunidad autónoma de Cataluña.

## Historia
Hacia mediados del siglo XIX, el lugar tenía contabilizada una población de 132 habitantes. Aparece descrito en el sexto volumen del Diccionario geográfico-estadístico-histórico de España y sus posesiones de Ultramar de Pascual Madoz con las siguientes palabras:

CLADELLS (SAN MIGUEL DE): l. en la prov. y dióc. de Gerona (4 leg.), part. jud. de Sta. Coloma de Farnés (1), aud. terr., c. g. de Barcelona (12), ayunt. de San Hilario Sacalm (1): sit. al pie del monte de San Hilario, debajo de la roca nombrada deu Plá, con buena ventilacion y clima frio, pero sano; las enfermedades comunes son pulmonias. Tiene 30 casas diseminadas por el térm., una fuente de buenas aguas, llamada den Boix, por hallarse en terreno del manso de igual nombre; una igl, parr. (San Miguel), servida por un cura de ingreso, y contiguo á ella el cementerio; á 1/2 hora dist. de la misma, y á la der. de la carretera de Gerona á Vich, se halla sit. al pie de un monte, el ex-conv. de frailes Franciscanos titulado de San Salvio; en el dia está cerrado, pero continúa el culto en su igl. bajo la direccion del cura párroco y dos beneficiados; es edificio notable en su clase. El TERM. confina con Castanét, Juanel, Sta. Coloma de Farnés, San Hilario Sacalm y Sta. Margarita de Vellors. El terreno es de regular calidad; sus montes titulados de San Miguel, crian pinos, robles, encinas, alcornoques y madroños; el mas elevado es el que llaman Coll del Vez, desde cuya cúspide se descubre el mar y la c. de Gerona, que estan á mas de 6 horas de dist.; le fertiliza un r. de escaso caudal, nombrado Riera mayor. que nace en el térm. de San Hilario, y un arroyo que tiene su origen en tierras del manso Cortina, y se une con dicho r. cerca de Casa Riera. Los caminos son locales; en el que conduce á San Hilario, hay una venta llamada Hostal den Mataró. El correo lo recogen los vec. en la estafeta de Sta. Coloma de Farnes. prod.: centeno, cebada, maiz, patatas y judias; cria ganado lanar y vacuno; caza de perdices y conejos, y pesca de anguilas. ind.: un molino harinero que nombran molí den Castellá. pobl.: 27 vec., 132 alm. cap. prod. : 1.204,800 rs, 1MP.: 30,120.
(Madoz, 1847, p. 474)

El municipio de Cladells desapareció de cara al censo de España de 1981, al incorporarse al de Santa Coloma de Farnés el 18 de enero de 1973.

## Demografía
| Gráfica de evolución demográfica de Cladells entre 1842 y 1970 |
| |
| Población de derecho según los censos de población del INE Población de hecho según los censos de población del INEEn estos censos se denominaba San Miguel de Cladells: 1842, 1857 y 1860 Entre el censo de 1981 y el anterior, este municipio desaparece porque se integra en el municipio Santa Coloma de Farnés |